# André Schürrle
André Schürrle (Ludwigshafen am Rhein, Renània-Palatinat, 6 de novembre de 1990) és un exfutbolista alemany que ocupava la posició de davanter. Va ser internacional amb la selecció alemanya.

## Trajectòria esportiva
Va començar com a futbolista al Ludwigshafener SC. El 2009 va passar al primer equip del 1. FSV Mainz 05.
El 8 de maig de 2014 va ser inclòs pel seleccionador alemany Joachim Löw a la llista preliminar de 30 jugadors per la fase final del mundial de 2014. Posteriorment, el juny de 2014 fou ratificat com un dels 23 seleccionats per representar Alemanya a la Copa del Món de Futbol de 2014 al Brasil.